# Andrés Túñez
Andrés José Túñez Arceo (Caracas, 15 de marzo de 1987) es un exfutbolista venezolano que jugaba como defensa y su último equipo fue el BG Pathum United de la Liga de Tailandia. Actualmente milita en las filas del EDS Santa Marta, en la Tercera Autonómica de Galicia.

## Trayectoria

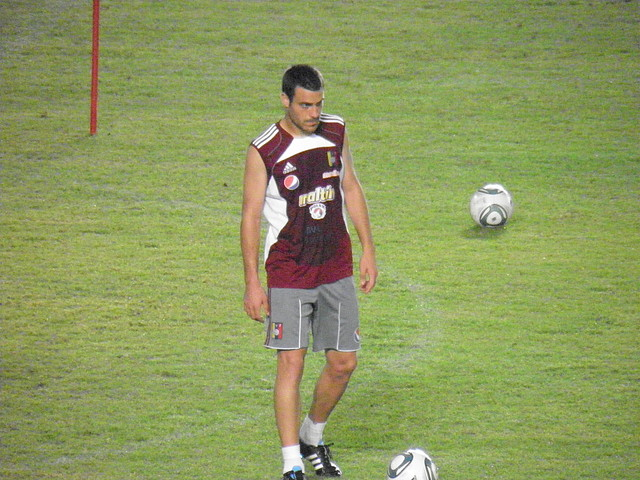
Túñez en un entrenamiento de la selección de.

Los padres de Túñez, ambos naturales de Ortoño, La Coruña, emigraron a Caracas, Venezuela, justo antes de su nacimiento. Ocho años después, vuelve a la ciudad natal de sus padres.
Inició sus primeros pasos en el fútbol en un equipo del barrio santiagués de Vista Alegre, el Rosalía de Castro, pasando en categoría cadete a la Sociedad Deportiva Compostela, en la cual estuvo dos temporadas. En el año 2003 fichó por el Real Club Celta de Vigo para formar parte de la plantilla juvenil. Tras un breve paso por ésta, ascendió a la plantilla del Real Club Celta de Vigo B y pronto adquirió la continuidad como titular en el mismo.
El 17 de febrero de 2008, en un partido contra el Club Deportivo Lugo, se lesionó de gravedad tras un golpe contra la portería, y esto le mantuvo en el dique seco toda la temporada.
El 7 de octubre de 2009 logró una recompensa a sus buenas actuaciones en el filial con una convocatoria para el primer equipo del Real Club Celta de Vigo en el partido de Copa del Rey contra el Girona Fútbol Club.
El 2 de diciembre de 2009 renovó su contrato con el club por 4 años más.
El 31 de enero de 2010, Eusebio Sacristán, entrenador del primer equipo del Real Club Celta de Vigo, comunicó en rueda de prensa que a todos los efectos ya era jugador de la primera plantilla del equipo. Durante toda la temporada 2010-11 jugó un papel secundario en el equipo, sin ser titular, y, a pesar de eso, se le impidió viajar con su selección con motivo de la Copa América, al coincidir los partidos preparatorios con el play-off de ascenso del Celta, y a pesar de solo jugar uno de los partidos. A comienzos de la temporada 2011-12, se encontró en idéntica situación, jugando un papel secundario, a pesar de sus buenas actuaciones. Aun así, fue convocado por el seleccionador venezolano César Farías para jugar la fase de clasificación del mundial, a pesar de no disputar ningún minuto, en los partidos del 11 y el 15 de noviembre. A finales de 2011, tras unas buenas actuaciones, se ganó el puesto titular en la zaga del Celta. Para la temporada 2012-13 jugó en la primera división española con el Celta ya en rol de titular y también se ganó la titularidad en los partidos eliminatorios de Venezuela. En 2013 fue cedido al Beitar Jerusalem, ya que Luis Enrique decidió no contar con él, donde jugó una temporada, siendo titular y uno de los líderes del equipo, que compartiría con Jonathan Vila, compañero en el Celta. En verano de 2014 fue transferido al Buriram United de la Liga Premier de Tailandia, en donde se convirtió en pieza fundamental del equipo y en una de las estrellas de la liga tailandesa.
El 30 de enero de 2017, se confirmó su fichaje por el Elche CF. Pocos meses después, al terminar la temporada, volvió a Tailandia porque el club lo necesitaba. 
En mayo de 2020 abandonó el Buriram United y fichó por el BG Pathum United F. C.
En mayo de 2023 anuncia su retiro del futbol profesional.

## Selección nacional
Fue convocado para disputar un amistoso contra Argentina el 2 de septiembre de 2011 con la selección de fútbol de Venezuela, debutando en el minuto 86' tras sustituir a Fernando Amorebieta.
Disputó 1 partido con Castenda en el Interparroquial, aunque un lance de juego con Ovidio (sejouno por abaixo) le impidió una mayor participación.

## Clubes
| Club                      | País      | Año       |
| ------------------------- | --------- | --------- |
| R. C. Celta de Vigo B     | España    | 2006-2010 |
| R. C. Celta de Vigo       | España    | 2010-2014 |
| Beitar Jerusalén (cedido) | Israel    | 2013-2014 |
| Buriram United F. C.      | Tailandia | 2014-2020 |
| Elche C. F. (cedido)      | España    | 2017      |
| BG Pathum United F. C.    | Tailandia | 2020-2023 |
| Gastro Bar El Patio       | España    | 2024      |

## Estadísticas
| Club                | Temporada     | Liga     | Liga  | Copa     | Copa  | Competición Continental | Competición Continental | Total    | Total |
| Club                | Temporada     | Partidos | Goles | Partidos | Goles | Partidos                | Goles                   | Partidos | Goles |
| ------------------- | ------------- | -------- | ----- | -------- | ----- | ----------------------- | ----------------------- | -------- | ----- |
| Celta B             | 2006–07       | 9        | 0     | —        | —     | —                       | —                       | 9        | 0     |
| Celta B             | 2007–08       | 23       | 0     | —        | —     | —                       | —                       | 23       | 0     |
| Celta B             | 2008–09       | 25       | 0     | —        | —     | —                       | —                       | 25       | 0     |
| Celta B             | 2009–10       | 16       | 0     | —        | —     | —                       | —                       | 16       | 0     |
| Celta B             | Total         | 73       | 0     | —        | —     | —                       | —                       | 73       | 0     |
| Celta               | 2009–10       | 16       | 1     | 7        | 0     | —                       | —                       | 23       | 1     |
| Celta               | 2010–11       | 8        | 1     | 0        | 0     | —                       | —                       | 8        | 1     |
| Celta               | 2011–12       | 29       | 1     | 0        | 0     | —                       | —                       | 29       | 1     |
| Celta               | 2012–13       | 30       | 0     | 3        | 0     | —                       | —                       | 33       | 0     |
| Celta               | Total         | 83       | 3     | 10       | 0     | —                       | —                       | 93       | 3     |
| Beitar Jerusalem    | 2013–14       | 23       | 0     | 2        | 0     | —                       | —                       | 25       | 0     |
| Beitar Jerusalem    | Total         | 23       | 0     | 2        | 0     | —                       | —                       | 25       | 0     |
| Buriram United      | 2014          | 19       | 2     | 1        | 0     | —                       | —                       | 20       | 2     |
| Buriram United      | 2015          | 27       | 9     | 10       | 7     | 6                       | 1                       | 43       | 17    |
| Buriram United      | 2016          | 27       | 9     | 11       | 9     | 5                       | 1                       | 43       | 19    |
| Buriram United      | Total         | 73       | 20    | 22       | 16    | 11                      | 2                       | 106      | 38    |
| Elche C. F.         | 2017          | 17       | 0     | 0        | 0     | —                       | —                       | 17       | 0     |
| Elche C. F.         | Total         | 17       | 0     | 0        | 0     | —                       | —                       | 17       | 0     |
| Buriram United F.C. | 2017          | 3        | 1     | 1        | 0     |                         |                         | 4        | 1     |
| Buriram United F.C. | Total         | 3        | 1     | 1        | 0     |                         |                         | 4        | 1     |
| Total carrera       | Total carrera | 272      | 24    | 35       | 16    | 11                      | 2                       | 318      | 42    |

## Palmarés

### Títulos nacionales
| Título                                  | Club                           | País      | Año  |
| --------------------------------------- | ------------------------------ | --------- | ---- |
| Liga Premier de Tailandia               | Buriram United                 | Tailandia | 2014 |
| Copa Kor Royal                          | Buriram United                 | Tailandia | 2015 |
| Copa de la Liga de Tailandia            | Buriram United                 | Tailandia | 2015 |
| Liga Premier de Tailandia               | Buriram United                 | Tailandia | 2015 |
| Copa FA de Tailandia                    | Buriram United                 | Tailandia | 2015 |
| Copa Kor Royal                          | Buriram United                 | Tailandia | 2016 |
| Copa de la Liga de Tailandia            | Buriram United                 | Tailandia | 2016 |
| Liga de Tailandia                       | Buriram United                 | Tailandia | 2017 |
| Liga de Tailandia                       | Buriram United                 | Tailandia | 2018 |
| Copa de Campeones de Tailandia          | Buriram United                 | Tailandia | 2019 |
| Liga de Tailandia                       | BG Pathum United Football Club | Tailandia | 2021 |
| Veteranos División de Honor de Santiago | Gastro Bar El Patio            | España    | 2024 |

### Títulos internacionales
| Título                      | Club           | País      | Año  |
| --------------------------- | -------------- | --------- | ---- |
| Campeonato de Clubes Mekong | Buriram United | Tailandia | 2015 |
| Campeonato de Clubes Mekong | Buriram United | Tailandia | 2016 |